# La Disparition de M. Davenheim (téléfilm)
Pour la nouvelle, voir La Disparition de M. Davenheim.
La Disparition de M. Davenheim (The Disappearance of Mr. Davenheim) est un téléfilm britannique de la série télévisée Hercule Poirot, réalisé par Andrew Grieve, sur un scénario de David Renwick, d'après la nouvelle La Disparition de M. Davenheim d'Agatha Christie.
Ce téléfilm, qui constitue le 15e épisode de la série, a été diffusé pour la première fois le 4 février 1990 sur le réseau d'ITV.

## Synopsis
Poirot assiste à un numéro d'illusion avec le capitaine Hastings et l'inspecteur Japp ; il leur dit qu'il est impossible de faire disparaître quelqu'un. Japp lui raconte l'étrange histoire de la disparition du banquier Matthew Davenheim, et le met au défi de résoudre l'enquête en une semaine sans bouger de son appartement. Poirot accepte de relever le défi, Hastings devenant « les yeux et les oreilles » de Poirot.

## Fiche technique
- Titre français : La Disparition de M. Davenheim
- Titre original : The Disappearance of Mr. Davenheim
- Réalisation : Andrew Grieve
- Scénario : David Renwick, d'après la nouvelle La Disparition de M. Davenheim (The Disappearance of Mr. Davenheim) (1923) d'Agatha Christie
- Décors : Rob Harris
- Costumes : Linda Mattock
- Photographie : Ivan Strasburg
- Montage : Derek Bain
- Musique originale : Christopher Gunning
  - Musique additionnelle : Fiachra Trench
- Casting : Lucy Abercrombie et Rebecca Howard
- Production : Brian Eastman
  - Production déléguée : Nick Elliott
- Sociétés de production : Picture Partnership Productions, London Weekend Television
- Pays d'origine :  Royaume-Uni
- Langue originale : Anglais
- Genre : Policier
- Durée : 50 minutes
- Ordre dans la série : 15e - (5e épisode de la saison 2)
- Première diffusion :
  -  Royaume-Uni : 4 février 1990 sur le réseau d'ITV

## Distribution
- David Suchet (VF : Roger Carel) : Hercule Poirot
- Hugh Fraser (VF : Jean Roche) : Capitaine Arthur Hastings
- Philip Jackson (VF : Claude d'Yd) : Inspecteur-chef James Japp
- Pauline Moran (VF : Laure Santana) : Miss Felicity Lemon
- Mel Martin : Charlotte Davenheim
- Kenneth Colley : Matthew Davenheim
- Tony Mathews : Gerald Lowen
- Fiona McArthur : la domestique des Davenheim
- Richard Beale : Merritt
- Bob Mason : un sergent de police
- Peter Doran : un agent de police
- Stewart Harwood : un livreur
- Jonty Miller : un mécanicien
- Malcolm Mudie : l'ingénieur en chef
- Patrick Page : l’illusionniste